# Eugénie Joubert
Eugénie Joubert (11 de fevereiro de 1876 - 2 de julho de 1904) foi uma religiosa católica romana professa francesa das Irmãs da Sagrada Família do Sagrado Coração. Joubert viveu uma vida curta - ela morreu devido à tuberculose, mas sua vida foi notada por sua devoção inabalável à Mãe de Deus e seu compromisso com seu cultivo espiritual era bem conhecido e admirado.
A causa da santidade começou com o Papa Pio XI em 1º de junho de 1938 - ela foi titulada como Serva de Deus - e a confirmação de sua vida de virtudes heroicas permitiu que o Papa João Paulo II a nomeasse Venerável em 9 de junho de 1983; esse mesmo papa a beatificou em 20 de novembro de 1994.

## Vida
Eugénie Joubert nasceu em 1876, filha de Pierre Joubert e Antonia Celle, a quarta de oito filhos na França.
Joubert e sua irmã mais velha foram colocadas em um internato administrado pelas ursulinas no Ministrel - ambas gostaram de seu tempo lá e passaram a gostar de suas experiências. Ela fez sua Primeira Comunhão em 1888. Em 6 de outubro de 1895 ela ingressou em uma ordem religiosa em Aubervilliers (perto de Paris) e começou como postulante e depois iniciou seu período de noviciado; sua mãe se despediu dela e disse: "Não olhe para trás, mas torne-se uma santa!". Em 13 de agosto de 1896, ela recebeu o hábito do fundador da ordem, jesuíta Louis-Etienne Rabussier, e fez sua profissão para ele em 8 de setembro de 1897; fez os Exercícios Espirituais duas vezes no noviciado dela. Ela esteve em Roma de abril de 1903 a maio de 1904 e depois se mudou para a Bélgica.
Joubert começou a sofrer de tuberculose desde 1902 e morreu na Bélgica em 1904. Certa vez, ela desmaiou de exaustão após sofrer uma hemorragia. A sua respiração tornou-se muito mais difícil nas suas horas finais e foi-lhe apresentada uma imagem do Menino Jesus ao qual pronunciou as suas últimas palavras: "Jesus ... Jesus ... Jesus".

## Beatificação
O processo de beatificação foi aberto em um processo informativo de 1919 a 1923 e seus escritos receberam aprovação formal em 28 de abril de 1936; a introdução formal da causa veio sob o Papa Pio XI em 1º de junho de 1938 e ela foi titulada como Serva de Deus. A Congregação para os Ritos validou o processo informativo em 18 de abril de 1958 e os consultores e membros da Congregação para as Causas dos Santos aprovaram a causa em 1º de dezembro de 1982; a CCS sozinho posteriormente o aprovou em 12 de abril de 1983. O Papa João Paulo II confirmou sua virtude heroica e a nomeou Venerável em 9 de junho de 1983.
O milagre para a beatificação foi investigado e então ratificado em 30 de outubro de 1987, quando um conselho médico o aprovou em 8 de outubro de 1992; teólogos seguiram em 11 de dezembro de 1992, assim como a CCS em 16 de fevereiro de 1993. João Paulo II o aprovou e depois beatificou Joubert em 20 de novembro de 1994.
O atual postulador da causa é o Pe. Charles Cauty Ancel.